# 莫里斯·哈利

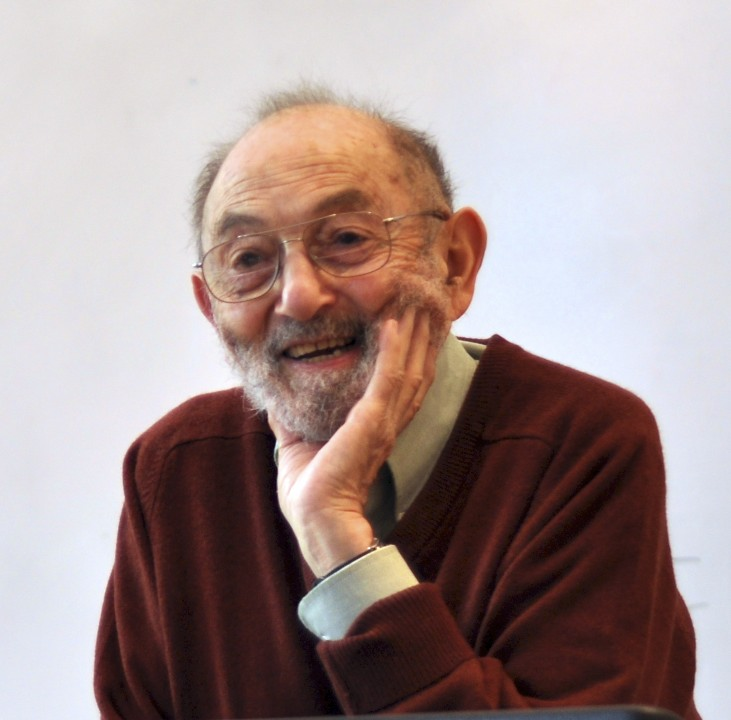
莫里斯·哈利

莫里斯·哈利 (1923年7月23日 - 2018年4月2日) 是一位拉脱维亚裔美国语言学家，生于拉脫維亞利耶帕亚的一個猶太人家庭。1929年随家人移居里加。  1941年至1943年，就读于纽约市立学院工程系。1943年入伍（美国陆军），1946年退伍后进入芝加哥大学学习，1948年获语言学硕士学位。随后在哥伦比亚大学师从罗曼·雅各布森。1951年任麻省理工学院教授，1955年获哈佛大学博士学位。他与诺姆·乔姆斯基一起被认为是麻省理工学院现代语言学系的创始人。 莫里斯·哈利主要研究音系學 。他于1974年出任美国语言学会会长。 他还是美国文理科学院院士和美国国家科学院院士。 他于1996年从麻省理工学院退休，他能说德语、意第绪语、拉脱维亚语、俄语、希伯来语和英语。 